# إيلينا بونيتي
إيلينا بونيتي (من مواليد 12 أبريل 1974) سياسية إيطالية تشغل منصب وزير الأسرة وتكافؤ الفرص منذ 5 سبتمبر 2019.

## السيرة الشخصية
ولدت إيلينا بونيتي في 12 أبريل 1974 في أسولا لومباردي. تخرجت من جامعة بافيا في عام 1997، وفي عام 2002 حصلت على درجة الدكتوراه من جامعة ميلانو، حيث عملت كأستاذ مشارك في التحليل الرياضي. درست المعادلات التفاضلية الجزئية والنمذجة التنبؤية.
لقد كان لها بعض المشاركة في الاستكشاف وعملت كعضو في دليل الرابطة وكشافة كاتوليسي إيطالي. في عام 2014 وقعت على استئناف مع القسيس أندريا جالو لمطالبة الدولة الإيطالية بالاعتراف بزواج المثليين.
دخلت السياسة في عام 2017 كمرشحة في انتخابات قيادة الحزب الديمقراطي. تم رصدها من قبل رئيس وزراء إيطاليا ماتيو رينزي وتم تعيينها المديرة الوطنية للشباب والتدريب.
في عام 2018 كانت مرشحة لمجلس النواب مدرجة في المركز الثالث على قائمة لومباردي للحزب الديمقراطي دون أن يتم انتخابها.
في 5 سبتمبر 2019 تم تعيين إيلينا بونيتي وزيرة الأسرة وتكافؤ الفرص الإيطالية. في مجلس الوزراء كونتي الثاني.